# ديفيد ر. موريسون
ديفيد ر. موريسون (بالإنجليزية: David R. Morrison)‏ هو رياضياتي وفيزيائي أمريكي، ولد في 29 يوليو 1955 في أوكلاند في الولايات المتحدة.